# Richard Burke, II conde de Clanricarde
Richard Sassanach Burke, II conde de Clanricarde, muerto 1582.
Era hijo de Ulick nagCeann Burke, I conde de Clanricarde y Grace O'Carroll. Se casó con: 1) Margaret O'Brien, hija de Murrough O'Brien, I conde de Thomond y Eleanor Fitzgerald, antes del 6 de octubre de 1548; 2) Margaret O'Brien, hija de Donough O'Brien, II conde de Thomond y Helen Butler, el 24 de noviembre de 1553; y 3) Julia MacCarthy, hija de Cormac 'Oge' MacCarthy, en 1568. Él y su primera mujer, Margaret O'Brien (hija de Murrough) se divorciaron después de que el afirmara que ella hacía brujería contra él.
Como resultado de los múltiples matrimonios y relaciones de su padre, había numerosos candidatos que se disputaban el título de conde de Clanricarde. Richard, el hijo legítimo de mayor edad, era el sucesor eventual. Tuvo que soportar la oposición puntual de sus hermanos, incluyendo John, que reclamó el título en 1568.
Richard extendió su influencia a expensas de los O'Kelly y el los O'Madden en el este de Condado Galway, señorío sobre los O'Shaughnessey al sur, mientras se aliaba con los O'Conor Don y los O'Brien de Thomond. Otros aliados menores incluían a los MacCostelloe y MacMorris, que le reconocían para evitar ser molestados por los Bourkes de Mayo. En 1559 Clanricarde luchó con los perdedores en la batalla de Spancel Hill en Condado Clare como parte de la disputa por la sucesión de O'Brien.
Desde alrededor de 1570 sus hijos se rebelaron contra él y el gobierno anglo-irlandés. Aquella década presenció guerra regular a través del condado qué devastó ciudades como Galway, Athenry y Loughrea. En el momento de su muerte Burke había soportado prisión en Dublín, y traición repetida por parte de sus hijos. Después de su muerte, la guerra concluyó cuando Ulick Burke mató a su hermano, John de los Tréboles, y fue reconocido como conde de Clanricarde.
Era apodado Sassanach (sajón, o inglés), por su asociación con los ingleses. Murió el 24 de julio de 1582.

## Descendencia
Richard tuvo varios hijos (posiblemente cinco hijos y tres hijas) incluyendo:
- Ulick Burke, III conde de Clanricarde, murió 1602.
- John na Seamar Burke, asesinado en 1583.
- William mac un Iarla Burke, ejecutado en 1580.

Richard tuvo descendencia con varias mujeres que incluyen Honora O'Brien, hija de Turlogh O'Brien (con quien tuvo una hija ilegítima, Margaret de Burgh); también Sawny 'Oge' Burke, y Julia Brown.
| Precedido por Ulick na gCeann Burke | Conde de Clanricarde 1544-1582 | Sucedido por Ulick Burke |